# Revaz Dzodzouachvili
Revaz Mikhaïlovitch Dzodzouachvili (en russe : Реваз Михайлович Дзодзуашвили, en géorgien : რევაზ ძოძუაშვილი) est un footballeur soviétique, qui entama par la suite une carrière d’entraîneur. Il est né le 15 avril 1945 à Koutaïssi, en Union soviétique et en Géorgie actuelle.

## Biographie
En tant que défenseur, il fut international soviétique à 49 reprises (1969-1974) pour aucun but.
Lors de la Coupe du monde de football de 1970, il ne joue pas contre le Mexique, mais il est titulaire contre la Belgique, contre le Salvador, et contre l’Uruguay en quarts. L'URSS est éliminée en quarts.
Il participe à l’Euro 1972 en Belgique. Il est titulaire contre la Hongrie en demi-finale, puis titulaire en finale contre la RFA. Il est vice-champion d’Europe 1972 et fait partie de l’équipe type du tournoi.
Il participe aux Jeux olympiques de 1972 : titulaire contre la Birmanie et contre le Soudan, il ne joue pas contre le Mexique. De nouveau titulaire contre le Maroc (carton jaune), et la Pologne, il ne joue pourtant pas contre le Danemark, puis contre la RDA. Son équipe obtient la médaille de bronze.
Il joue dans deux clubs soviétiques, situés en Géorgie : le Torpedo Koutaïssi et le FC Dinamo Tbilissi. Il ne remporte rien avec le premier, alors qu’avec le second, il remporte la Coupe d’URSS en 1976.
Il entame une carrière d’entraîneur à partir de l'année 1976 jusqu'en 2008. Il entraîne beaucoup de clubs géorgiens, des clubs russes et un club kazakh, ainsi que les sélections de la Lettonie et de la Géorgie. Il remporte 4 titres de champion de Géorgie et 3 coupes de Géorgie.

## Statistiques
| Saison                | Club                  | Championnat           | Championnat | Championnat | Coupe(s) nationale(s) | Coupe(s) nationale(s) | Compétition(s) continentale(s) | Compétition(s) continentale(s) | Compétition(s) continentale(s) | Total | Total |
| Saison                | Club                  | Division              | M.          | B.          | M.                    | B.                    | Comp.                          | M.                             | B.                             | M.    | B.    |
| 1966                  | Torpedo Koutaïssi     | D1                    | 31          | 1           | -                     | -                     | -                              | -                              | -                              | 31    | 1     |
| 1967                  | Torpedo Koutaïssi     | D1                    | 36          | 0           | -                     | -                     | -                              | -                              | -                              | 36    | 0     |
| Sous-total            | Sous-total            | Sous-total            | 67          | 1           | -                     | -                     | -                              | -                              | -                              | 67    | 1     |
| 1968                  | Dinamo Tbilissi       | D1                    | 35          | 0           | 2                     | 0                     | -                              | -                              | -                              | 37    | 0     |
| 1969                  | Dinamo Tbilissi       | D1                    | 30          | 0           | 1                     | 0                     | -                              | -                              | -                              | 31    | 0     |
| 1970                  | Dinamo Tbilissi       | D1                    | 28          | 0           | 3                     | 0                     | -                              | -                              | -                              | 31    | 0     |
| 1971                  | Dinamo Tbilissi       | D1                    | 27          | 1           | 5                     | 0                     | -                              | -                              | -                              | 32    | 1     |
| 1972                  | Dinamo Tbilissi       | D1                    | 26          | 2           | 6                     | 0                     | C3                             | 2                              | 0                              | 34    | 2     |
| 1973                  | Dinamo Tbilissi       | D1                    | 27          | 0           | 4                     | 0                     | C3                             | 5                              | 0                              | 36    | 0     |
| 1974                  | Dinamo Tbilissi       | D1                    | 23          | 1           | 8                     | 0                     | -                              | -                              | -                              | 31    | 1     |
| 1975                  | Dinamo Tbilissi       | D1                    | 28          | 0           | 4                     | 0                     | -                              | -                              | -                              | 32    | 0     |
| 1976                  | Dinamo Tbilissi       | D1                    | 10          | 0           | 2                     | 0                     | -                              | -                              | -                              | 12    | 0     |
| Sous-total            | Sous-total            | Sous-total            | 234         | 4           | 35                    | 0                     | -                              | 7                              | 0                              | 276   | 4     |
| Total sur la carrière | Total sur la carrière | Total sur la carrière | 301         | 5           | 35                    | 0                     | -                              | 7                              | 0                              | 343   | 5     |

## Palmarès

### Palmarès de joueur
Dinamo Tbilissi
- Finaliste de la Coupe d'Union soviétique en 1970.

 Union soviétique
- Médaillé de bronze aux Jeux olympiques d'été en 1972.
- Finaliste du Championnat d'Europe en 1972.

### Palmarès d'entraîneur
Dinamo Tbilissi
- Championn de Géorgie en 1992.
- Vainqueur de la Coupe de Géorgie en 1992.

 Lokomotiv Tbilissi
- Vainqueur de la Coupe de Géorgie en 2000.

 Torpedo Koutaïssi
- Championn de Géorgie en 2002.
- Vainqueur de la Coupe de Géorgie en 2001.

 Olimpi Roustavi
- Championn de Géorgie en 2007.